# Ketef Hinnom

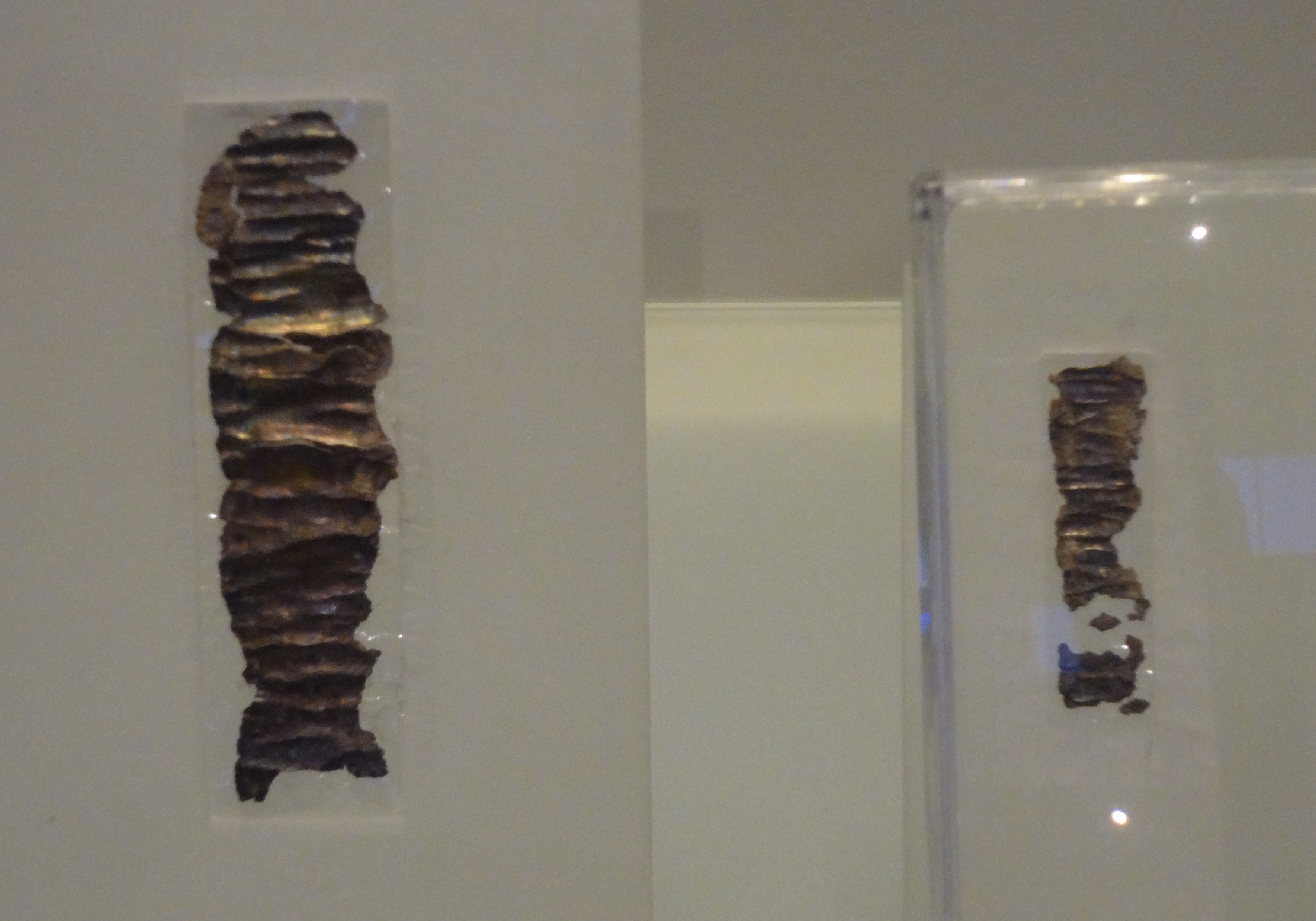
Dwa srebrne zwoje z Ketef Hinnom

Ketef Hinnom (hebr. ‏כָּתֵף הִינוֹם‎ Ramię Hinoma) – stanowisko archeologiczne znajdujące się na południowy zachód od starego miasta w Jerozolimie.
W miejscu tym znajduje się seria komór grobowych wykutych w skale na bazie naturalnych jaskiń. W 1979 roku profesor archeologii na Uniwersytecie Telawiwskim Gabriel Barkay pracujący z grupą studentów w jednej z komór grobowych oznaczonej jako komora 25 w jaskini 24 odnalazł dwa niewielkie srebrne zwoje zawierające Błogosławieństwo kapłańskie z Księgi Liczb 6:24-26. Zwoje te były zwinięte w rulon gdyż pierwotnie były używane jako amulety. Na podstawie badań wiek zwojów ocenia się obecnie na około 600 rok p.n.e.

## Jaskinia 24

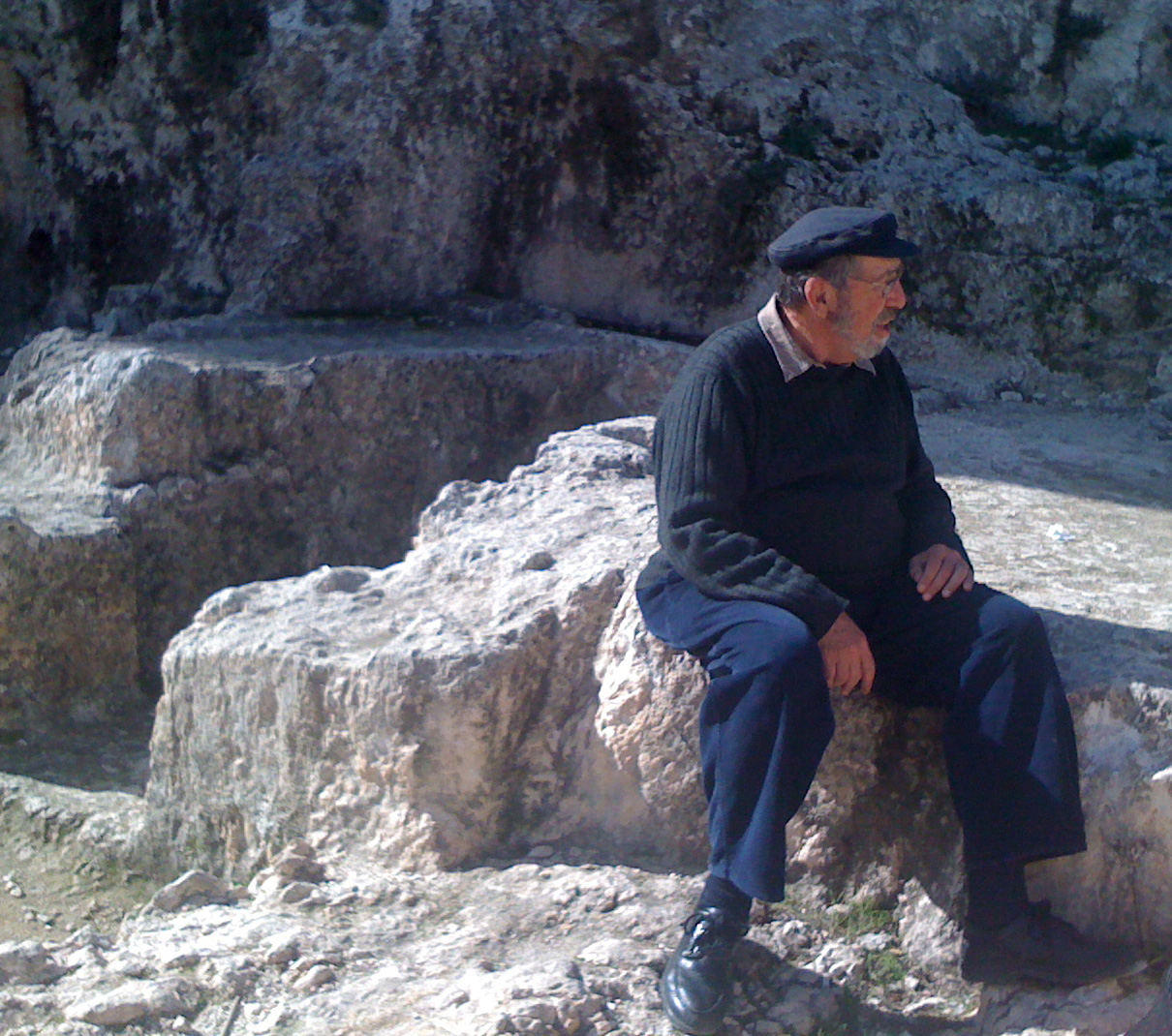
Gabriel Barkay na stanowisku Ketef Hinnom

Rekonstrukcja jaskini 24 wskazuje, że znajdowało się w niej pięć komór grobowych oraz centralny hol. Było to miejsce umożliwiające pochówek 22 ciał w komorach grobowych oraz kilku na skalnych półkach. Repozytorium zostało wykorzystane do wtórnego pochówku, co oznacza, że kości i inne szczątki ciała osoby zmarłej długi czas wcześniej były usuwane i umieszczone w repozytorium, dzięki czemu uzyskaną przestrzeń można było wykorzystać powtórnie dla innego ciała na tym samym stanowisku. Komora 25 wydaje się być archeologicznie sterylna co wyróżnia ją spośród innych komór, które były używane w okresie osmańskim do przechowywania karabinów. Zachowanie pierwotnej zawartości potwierdza przypadkowe odkrycie  komory, dokonane przez 13-letniego chłopca, w trakcie częściowego zawalenia się jej stropu.
Zwój KH1 został znaleziony w kwartale oznaczonym literą D, w środku repozytorium, 7 cm nad powierzchnią, zaś KH2 znaleziono w trakcie przesiewania złóż w kwartale A, wewnątrz repozytorium. W trakcie odkrycia oba amulety były oddzielone od artefaktów hellenistycznych znajdujących 3 metry dalej na głębokości 25 cm, a osadzone wśród ceramiki i innych materiałów pochodzących z VII i VI wieku p.n.e. Opracowanie odpowiedniej metody rozwinięcia obu zwojów trwało trzy lata ze względu na obawy zniszczenia ich w trakcie tej czynności.

## Zawartość zwojów
Po rozwinięciu i sfotografowaniu zwojów okazało się, że zawierają one tekst Błogosławieństwa kapłańskiego z Księgi Liczb 6:24-26 zapisany pismem paleohebrajskim. Zwój oznaczony jako KH1 jest większy, ma wymiary 27 na 97 mm i zawiera 18 linijek tekstu, a KH2 ma wymiary 11 na 39 mm. Zwoje te były zwinięte w rulon gdyż pierwotnie były używane jako amulety i noszone na szyi. W obu zwojach trzykrotnie występuje tetragram imienia Bożego. Cały ten tekst jest najstarszym zachowanym cytatem z Pisma Świętego.
Zrekonstruowany (transponowany z paleohebrajskiego) tekst:
יברכך יהוה וישמרך

יאר יהוה פניו אליך ויחנך

ישא יהוה פניו אליך וישם לך שלום
Gabriel Barkay początkowo datował inskrypcje znajdujące się na zwojach na koniec VII lub początek VI wieku przed naszą erą, później jednak zrewidował tę datę na początek VI wieku opierając się na wstępnym datowaniu paleograficznym delikatnych nacięć paleohebrajskiego napisu oraz znajdującą się w bezpośrednim sąsiedztwie ceramiką. Wersja ta została zakwestionowana przez Johannesa Renza i Wolfganga Rolliga, którzy twierdzili, że skrypt jest zbyt ubogi więc nie można wykluczyć jego pochodzenia z przełomu III i II wieku p.n.e. zwłaszcza, że komora grobowa była w ciągu wieków wykorzystywana jako swego rodzaju „kosz na śmieci” o czym świadczy znajdujący się w niej materiał z IV wieku p.n.e.
Rozstrzygnięcie datowania obu zwojów stało się celem projektu badawczego podjętego przez University of Southern California, przy użyciu zaawansowanych technik fotograficznych i komputerowych akcesoriów, które umożliwiły odczytać skrypt w sposób pewniejszy i umożliwiający dokładniejsze badania paleograficzne. Uzyskane wyniki dowiodły datę powstania obu zwojów na okres sprzed zniszczenia Jerozolimy i niewoli babilońskiej. Dr Kyle McCarter z Johns Hopkins University, specjalista od starożytnych semickich skryptów, ocenił, że to badanie powinno rozwiać „wszelkie kontrowersje dotyczące [daty powstania] tych napisów”.
Odkrycie to zostało uznane za jedno z najbardziej znaczących odkryć w historii studiów biblijnych.